# F905iBiz
FOMA F905iBiz（フォーマ・エフ きゅう まる ご アイ ビィズ）は、富士通によって開発された、NTTドコモの第三世代携帯電話 (FOMA) 端末である。
一般市販されているF905iの企業向けモデルである。

## 概要
F903iBSCの後継モデルであり、情報漏洩対策及び業務外利用対策を重視する法人向けとして、F905iをベースに、各種機能を削除したモデルである。法人専用モデルのため、個人での購入はできない。F905iから除かれたものは次のとおり。
- 情報漏洩対策
  - 外部メモリースロット
  - Felica
  - データ通信
- 業務外利用対策
  - デジタルオーディオプレーヤー機能
  - FOMA通信環境アプリを除くプリインストールiアプリ。
  - ワンセグ
  - 2in1
  - 着うたフル
  - うた・ホーダイ
  - Music&Videoチャンネル

F903iBSCとは異なり、カメラは装備されている（後述の通り使用不能にすることもできる）。また、国際ローミングにも対応している。

## 遠隔カスタマイズサービス
ビジネスmopera安心マネージャーというNTTドコモの法人向けサービスを利用することにより、携帯電話の管理者が遠隔で以下のような携帯電話の制御を行うことができる。
- 遠隔ロック - 遠隔でのおまかせロックや利用中断ができる
- 遠隔データ削除/遠隔初期化 - アドレス帳やメール、スケジューラー、撮影した写真まで削除することができる
- 機能の制限 - カメラ機能を制限、赤外線機能の制限、メモリ登録外着信についても、企業管理者が利用を制限出来る。
- iモード制限 － 指定サイト以外接続禁止、フィルタリング設定
- 強制指紋利用 - 遠隔操作で指紋登録をしないとアドレス帳やメールを利用させない制限や閉じるだけでロック状態にすることもできる。
- アドレス帳の制御 - 電話帳お預かりサービス を利用して、アドレス帳のバックアップ、共有アドレス帳の強制書き込み、電話帳の削除などができる。
- 紛失した携帯電話をGPSや基地局情報を利用して紛失した携帯電話をさがす、ケータイお探しサービスも同時に利用ができる。

## 歴史
- 2007年11月26日 - 電気通信端末機器審査協会 (JATE)通過
- 2007年11月29日 - 技術基準適合証明 (TELEC) 通過
- 2007年12月13日 - 連邦通信委員会 (FCC) 通過
- 2008年2月12日 - 開発発表
- 2008年2月20日 - 発売開始